# Périphas
Dans la mythologie grecque, Périphas (en grec ancien Περίφας / Períphas) est un roi légendaire de l'Attique, régnant avant Cécrops.

## Mythe
Autochtone, il règne avant la fondation d'Athènes sur les « hommes du commencement ». Riche et pieux, il offre un grand nombre de sacrifices à Apollon et rend la justice au plus grand contentement de tous. Son peuple l'admire tant qu'il décide de se détourner de Zeus pour le vénérer. Ils fondent des temples en son honneur et lui rendent un culte sous le nom de « Zeus sauveur épopsios meilichios » ; l’épiclèse épopsios signifie « qui veille sur tous », et meilichios, « doux comme le miel » (en allusion à l'une des versions sur la naissance de Zeus).
Courroucé, Zeus veut d'abord foudroyer Périphas, coupable d’hybris, c'est-à-dire de démesure dans sa bonté et sa justice mêmes. Apollon l'en retient, en évoquant les sacrifices qui lui ont été consacrés. Zeus choisit alors la clémence : il métamorphose Périphas en aigle et sa femme en orfraie. Il confère à l'aigle la royauté sur les oiseaux, en souvenir de la piété de Périphas, et en fait son symbole. Quant à l'orfraie, elle doit se manifester aux hommes comme un bon présage.
Cette légende a pu être interprétée comme une satire de l'apothéose des rois, établie en Grèce antique à partir d'Alexandre le Grand. Elle peut aussi illustrer les rapports établis par la mythologie grecque entre rois et dieux. Ainsi, selon Marc Richer :

« La déification du roi ne peut évoquer, quant à elle, que l'abolition de la distance entre lui et le dieu, par excès de justice (δίκη / díkê), de richesse et de piété, c'est-à-dire par une hybris du « bon » règne. Ce qui fait voir, à l'inverse, que le roi n'est lui-même viable, ou légitime, que s'il tire sa légitimité des dieux, ou de Zeus, roi des dieux, à distance de sa personne. »